# Susquehanna International Group

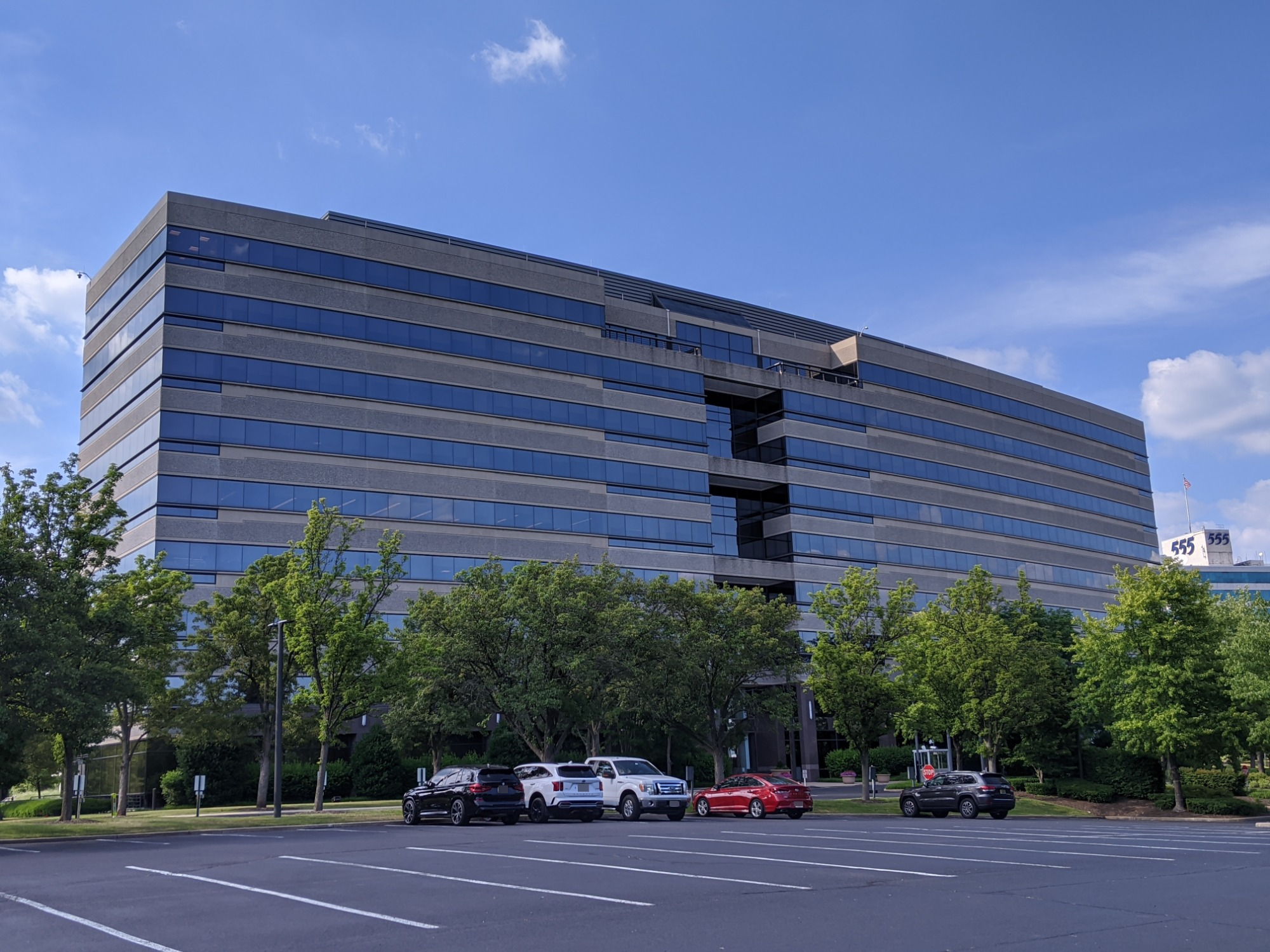
Hauptsitz in Bala Cynwyd, Pennsylvania

Die Susquehanna International Group, LLP (SIG) ist ein US-amerikanisches Investment- und Finanzunternehmen mit Hauptsitz in Bala Cynwyd, Pennsylvania. Es handelt mit Aktien, Optionen, Anleihen und anderen Finanzprodukten an Börsen weltweit. Ein wichtiger Teil der Tätigkeit ist der sogenannte Market Making. SIG sorgt dabei dafür, dass Käufer und Verkäufer auf den Finanzmärkten immer einen Handelspartner finden, wodurch die Märkte reibungslos funktionieren. Im Jahr 2018 handelte das Unternehmen etwa sieben Prozent des ETF-Volumens in den USA. Außerdem nutzt das Unternehmen modernste Technologie und Datenanalyse, um bessere und schnellere Handelsentscheidungen zu treffen. Neben dem Handel investiert SIG auch als Risikokapitalgeber in junge Unternehmen, vor allem in der Technologie- und Start-up-Branche und im Bereich Private Equity. Das Unternehmen wendet eigenen Angaben zufolge Entscheidungstheorie und Spieltheorie bei seinen Handelsentscheidungen an.
Das Unternehmen beschäftigt mehr als 3.000 Mitarbeiter in Niederlassungen in Nordamerika (New York City, Chicago, San Francisco, Bala Cynwyd bei Philadelphia, Stamford, West Palm Beach), Australien (Sydney), Europa (Dublin, London) und Asien (Shanghai, Peking, Mumbai, Raʿanana, Singapur, Hongkong, Tokio).

## Geschichte
SIG wurde im Mai 1987 von sechs Unternehmern gegründet, darunter Arthur Dantchik und Jeff Yass, die sich Ende der 1970er Jahre an der State University of New York in Binghamton kennengelernt hatten, wo sie sich zum Kartenspielen trafen. Das Unternehmen wurde nach dem Susquehanna River benannt, der durch Pennsylvania und den Bundesstaat New York fließt. Im Oktober 1988 hatte das Unternehmen 100 Mitarbeiter und befand sich über der Philadelphia Stock Exchange. Ende der 1990er Jahre erreichte die Gesellschaft mit ihrem Handel jährliche Profite in Milliardenhöhe.
2006 gründete SIG das Unternehmen Susquehanna Growth Equity, das in Software- und IT-Unternehmen investiert und Wachstumsfinanzierungen für Unternehmen in den USA und Israel anbietet. Zu diesem Zeitpunkt betrieb SIG bereits 12 Büros auf drei Kontinenten. Im Jahr davor hatte SIG die Tochtergesellschaft SIG China etabliert. Diese investierte 2012 knapp 5 Millionen US-Dollar in ByteDance, die Muttergesellschaft von TikTok. Im Jahr 2020 entsprach die Beteiligung an ByteDance 15 Prozent der Unternehmensbewertung und hatte damit einen Wert von knapp 15 Milliarden Dollar und war damit das erfolgreichste Investment des Unternehmens. 2014 wurde SIG auch in Japan als Risikokapitalgeber aktiv.
2017 gründete SIG die Susquehanna Private Capital, LLC, die sich auf Übernahmen von mittelständischen US-Unternehmen in den Bereichen Luft- und Raumfahrt, Industrie, Konsumgüter, Gesundheitswesen sowie Unternehmens- und Regierungsdienstleistungen konzentriert. Ebenfalls im Jahr 2017 gründete SIG Nellie Analytics, ein in Dublin ansässiges Sportwettenunternehmen.